# Jacques Laffitte

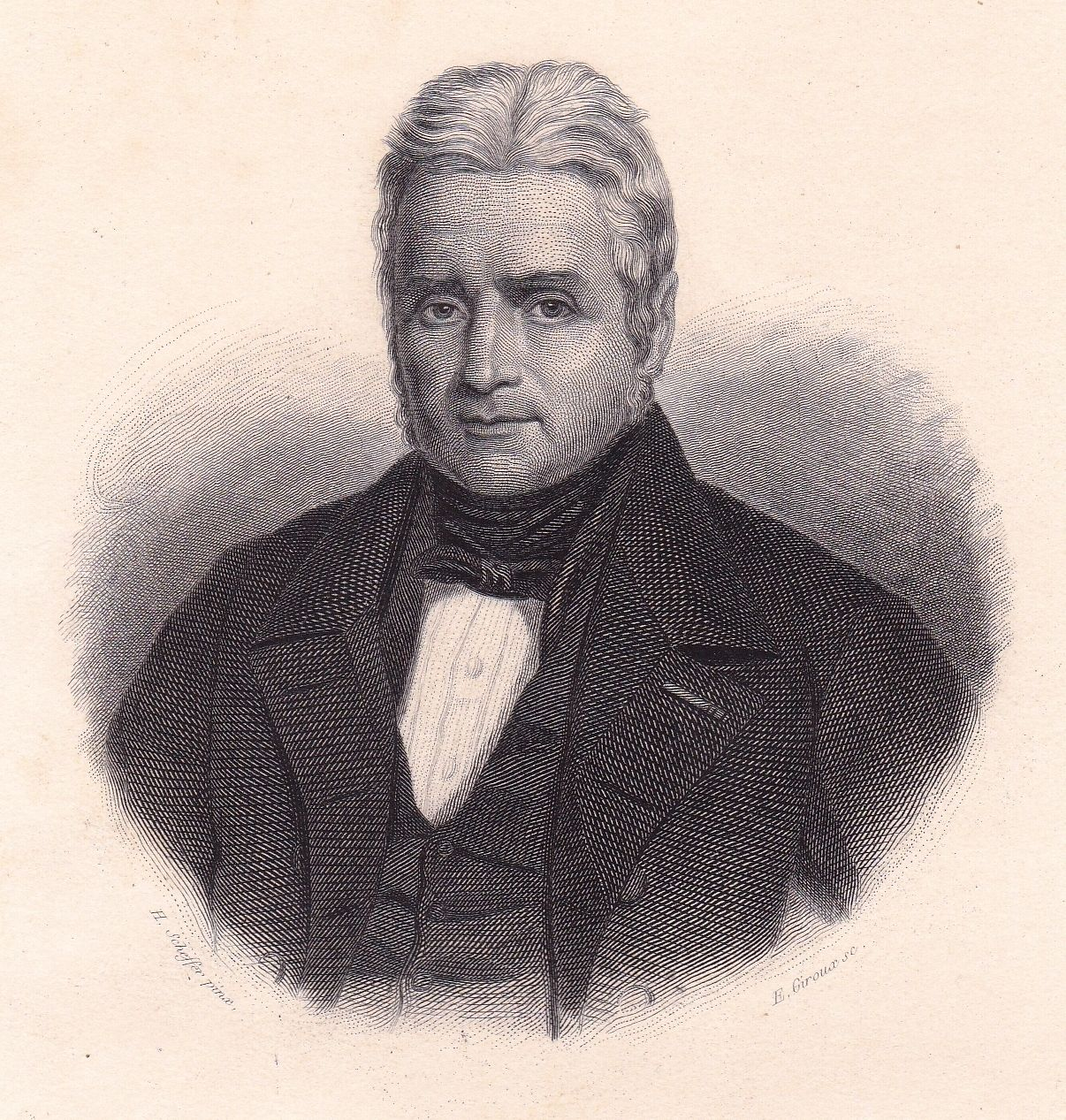
Jacques Laffitte

Jacques Laffitte (* 24. Oktober 1767 in Bayonne; † 26. Mai 1844 in Paris) war ein französischer Bankier und Politiker. Von 1814 bis 1820 war er Gouverneur der Banque de France. In der Zeit der Restauration war der Liberale Mitglied der Abgeordnetenkammer. Infolge der Julirevolution von 1830 wurde er unter Louis-Philippe I. Minister, Präsident der Abgeordnetenkammer und von November 1830 bis März 1831 Premierminister sowie Finanzminister.

## Leben
Laffitte war eines von zehn Kindern des Schreinermeisters Pierre Laffitte. Er wurde Angestellter im Bankhaus von Jean-Frédéric Perregaux in Paris. 1800 wurde er dort Partner, 1804 folgte er Perregaux als Leiter des Hauses. Perregaux, Laffitte et Cie. wurde eines der größten Geldinstitute in Europa. Laffitte wurde 1809 Mitglied des Aufsichtsrates, 1814 dann Präsident der Bank von Frankreich und Präsident der Handelskammer. Er stellte 1814 große Geldmengen für die Übergangsregierung zur Verfügung und für König Ludwig XVIII. während der „Hundert Tage“. Bei ihm hinterlegte Napoleon Bonaparte fünf Millionen Francs, bevor er Frankreich zum letzten Mal verließ.
Statt der Regierung Geld von der Bank zu bewilligen, stellte Laffitte zwei Millionen aus eigener Tasche zur Verfügung, um die Schulden der Truppen des Reichs nach der Schlacht bei Waterloo zu decken. 1816 kehrte er ins Abgeordnetenhaus zurück und nahm dort im linken Spektrum einen Sitz ein. Er sprach hauptsächlich zu Finanzfragen. Obwohl er für seine liberalen Ansichten bekannt war, nahm Ludwig XVIII. ihn in eine Kommission für die öffentlichen Finanzen auf.
1818 bewahrte Laffitte Paris vor einer Finanzkrise, indem er eine größere Anzahl von Aktien kaufte. Im folgenden Jahr verlor er die Präsidentschaft der Bank, weil er sehr nachdrücklich die Pressefreiheit und das Wahlgesetz verteidigt hatte. Als einer der entschiedensten Anhänger der konstitutionellen Monarchie wurde er unter dem Duc d’Orleans im Juli 1830 Abgeordneter für Bayonne, als sein Haus in Paris zum Hauptquartier der revolutionären Partei wurde. Als Charles X., nachdem er die verhassten Verordnungen zurückgezogen hatte, den Comte d’Argout zu Laffitte schickte, um eine Änderung im Ministerium abzulehnen, entgegnete der Bankier: „Es ist zu spät. Es gibt keinen Charles X. mehr“. Er war es, der die Nominierung von Louis Philippe als Generalleutnant des Königreiches sicherte. Am 3. August wurde er Präsident des Abgeordnetenhauses. In diesem Amt nahm er Louis Philippes Eid auf die neue Verfassung entgegen.
Der Ruf des Mobs in Paris nach dem Tod der gefangenen Minister von Charles X. fand seinen Höhepunkt in den Oktober-Unruhen, an denen auch moderatere Mitglieder der Regierung teilnahmen – einschließlich François Guizot, des Duc de Broglie und Casimir Pierre Périers –, um eine Regierungsübergabe an Minister zu verlangen, die das Vertrauen der revolutionären Partisanen hatten. Am 5. November wurde Jacques Laffitte Ministerpräsident einer Regierung, die sich die Bewegung auf die Fahnen schrieb. Gleichzeitig führte er das Finanzministerium. Die Regierung war hin- und hergerissen zwischen der Notwendigkeit, für Ordnung zu sorgen, und der Notwendigkeit, den partisanischen Pöbel zu versöhnen. In keiner Richtung kam es zum Erfolg. Die angeklagten Minister wurden durch den Mut des Oberhauses und durch die Nationalgarde gerettet, aber ihre Sicherheit ging auf Kosten von Laffittes Popularität.
Seine Politik der französischen Intervention zu Gunsten der italienischen Revolutionäre, durch die er seine Popularität hätte zurückgewinnen können, wurde durch das diplomatische Vorgehen von Louis Philippe zunichtegemacht. Die Rücktritte von Lafayette und Dupont de l’Eure untergruben seine Regierung weiter. Da sie nicht in der Lage waren, auf den Straßen von Paris für Ruhe zu sorgen, waren sie letztendlich vollständig diskreditiert. Schließlich dachte Louis Philippe, in der Absicht, sich von denen, die sein Schicksal bestimmen wollten, zu befreien, es wäre sicher, denen, die ihn gemacht hatten, sein Vertrauen zu entziehen. Im März 1831 trat Laffitte zurück. Er betete um Vergebung zu Gott und zu den Menschen wegen der Rolle, die er gespielt hatte, indem er Louis Philippe auf den Thron gesetzt hatte. Er war politisch und finanziell ruiniert. Seine Angelegenheiten wurden 1836 abgewickelt. Im folgenden Jahr gründete er die Geschäftsbank Banque de Crédit pour l'Industrie et le Commerce, die zu seinen Lebzeiten ein Erfolg war, aber 1848 geschlossen werden musste.